# Onthophagus willameorum
Onthophagus willameorum là một loài bọ cánh cứng trong họ Bọ hung (Scarabaeidae).